# Heliotropium amplexicaule
Heliotropium amplexicaule es una especie de planta herbácea perteneciente a la familia de las boragináceas. Es originaria de Sudamérica, especialmente Argentina, pero es conocida en otros continentes como especie introducida, y en algunas áreas como Australia, está considerada como nociva.

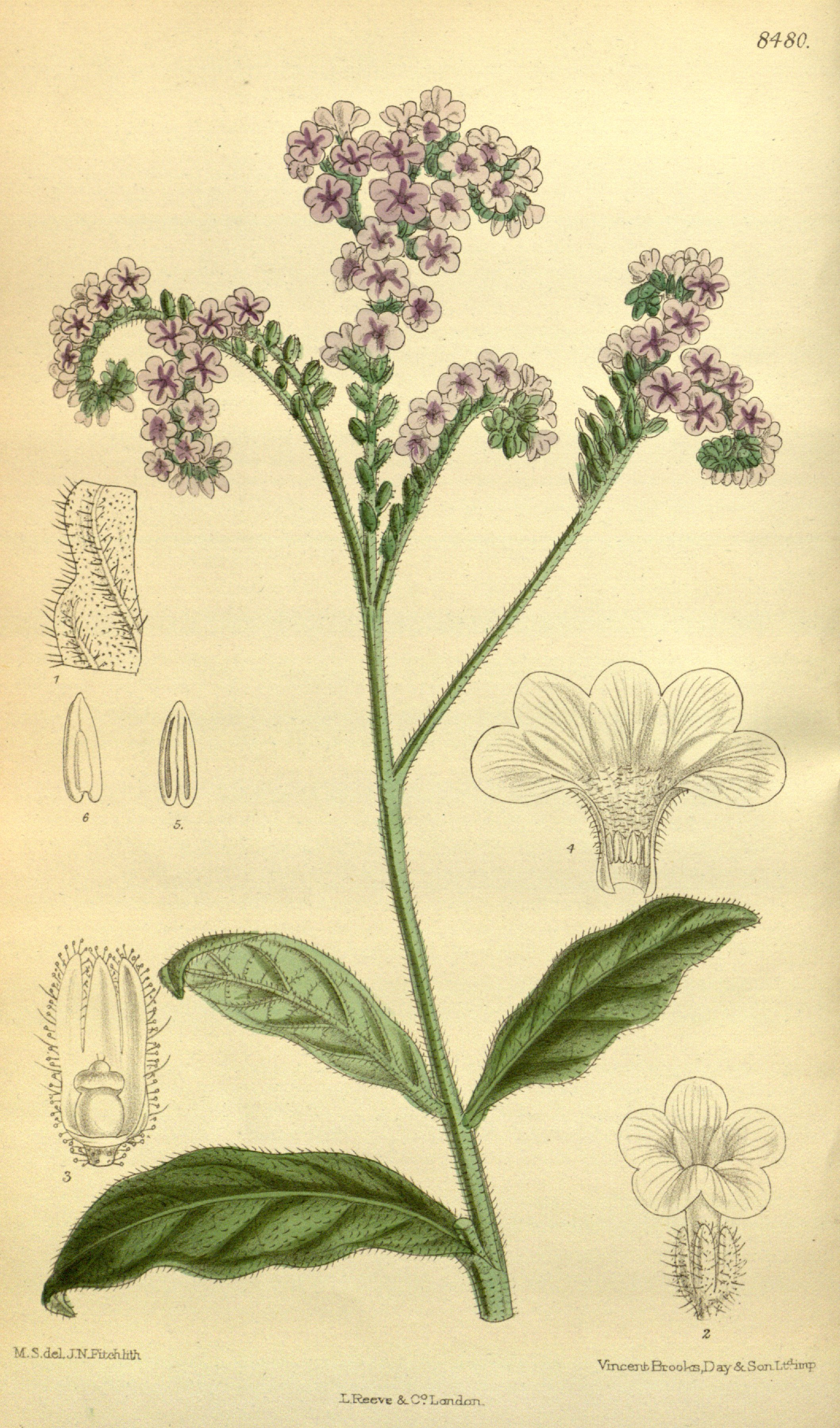
Ilustración

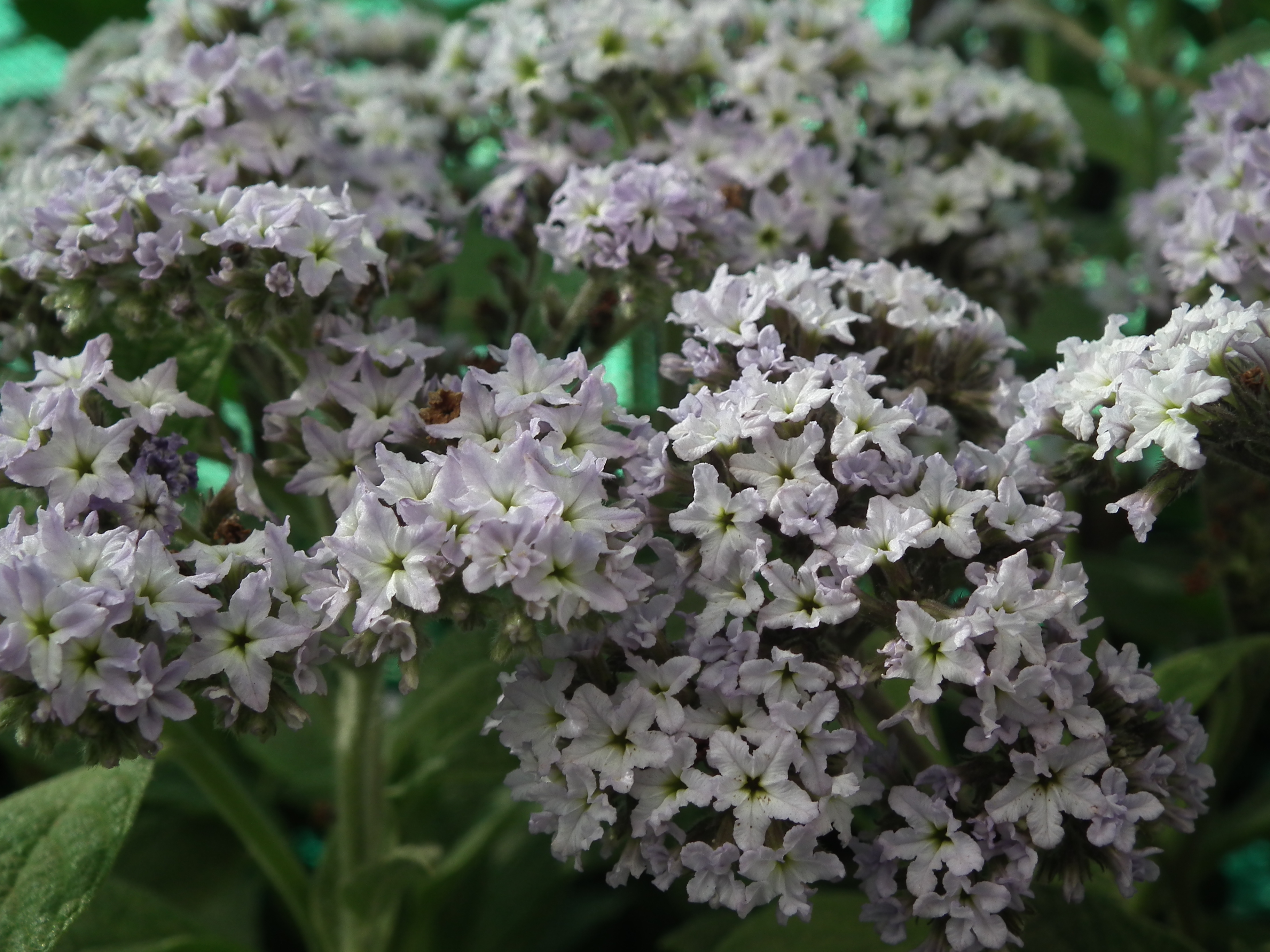
Flores

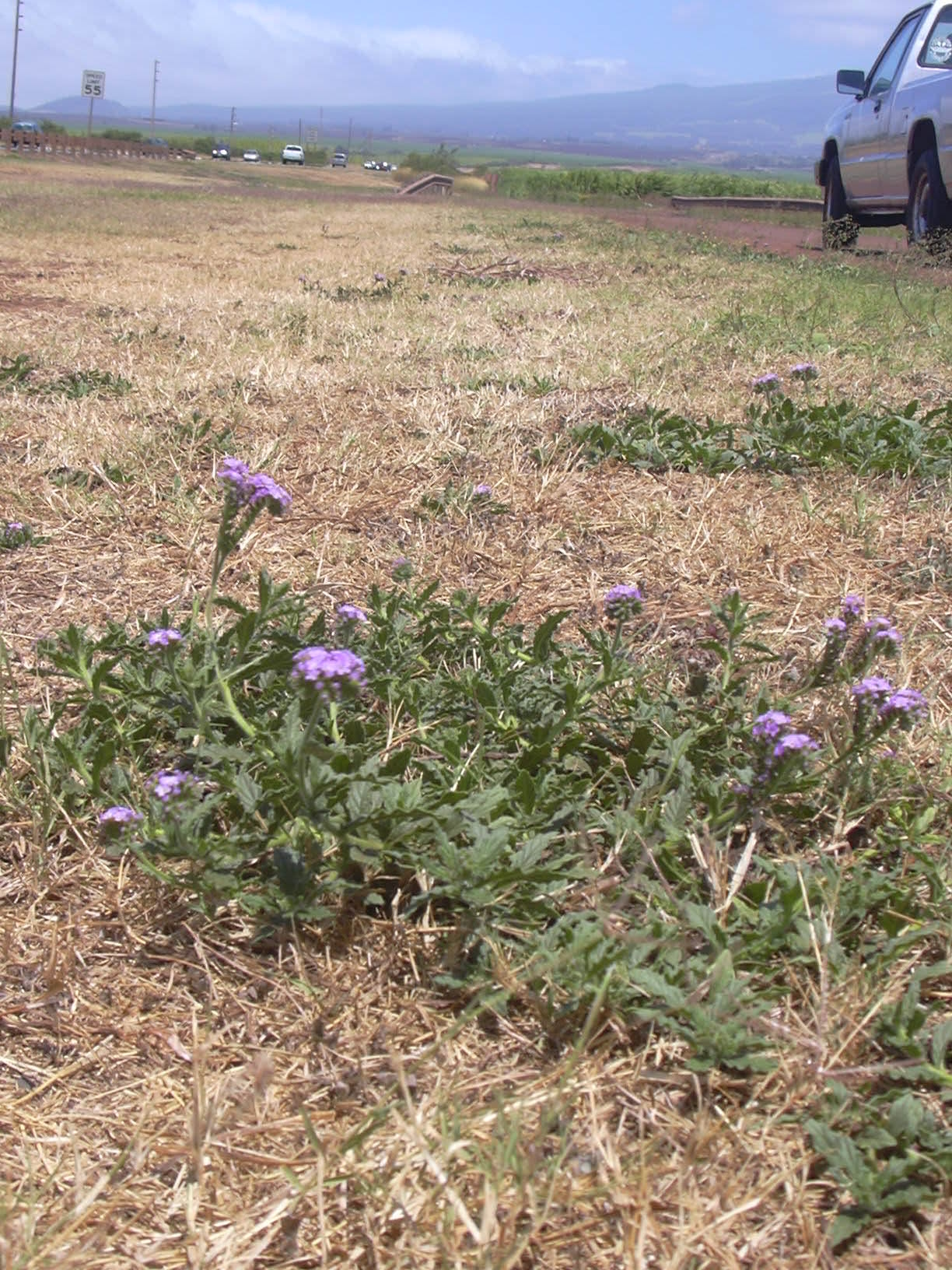
En su hábitat

## Descripción
Se trata de una planta herbácea ramificada perennifolia que crece grumosa, con tallos peludos de cerca de medio metro de altura. Tiene abundante follaje de hojas oblongas onduladas de 4 a 9 centímetros de largo. Las inflorescencias en espigas terminales curvas tienen varias pequeñas flores púrpuras brillantes con lóbulos redondeadas y gargantas tubulares amarillas. Los frutos son núculas de superficie áspera.
Control biológico de plagas está investigando la reducción de la propagación de esta planta en Nueva Gales del Sur y las zonas circundantes en Australia. El heliotropo azul escarabajo de hoja, Deuterocampta quadrijuga, ha mostrado ser prometedor, al igual que el escarabajo pulga ahora llamado escarabajo pulga azul heliotropo (Longitarsus spp.).

## Toxicidad
Heliotropium amplexicaule contiene alcaloides de pirrolizidina y es venenoso. Esta planta compite con pastos deseables y causa toxicidad.

## Taxonomía
Heliotropium amplexicaule fue descrita por Martin Vahl y publicado en Symbolae Botanicae,... 3: 21. 1794.
Etimología
Heliotropium: nombre genérico que deriva de Heliotrope (Helios que significa en griego "sol", y tropein que significa "volver") y se refiere al movimiento de la planta mirando al sol.
amplexicaule: epíteto latíno que significa "con tallos estrechos".
Variedades aceptadas
- Heliotropium curassavicum var. fruticulosum I.M. Johnst.
- Heliotropium curassavicum var. oculatum (A. Heller) I.M. Johnst. ex Tidestr.

Sinonimia
- Cochranea anchusaefolia (Poir.) Gürke
- Cochranea anchusifolia (Poir.) Gürke
- Cochranea anchusifolia var. latifolia Hicken
- Heliophytum anchusifolium (Poir.) A. DC.
- Heliotropium anchusifolium Poir.
- Heliotropium anchusifolium var. angustifolium Griseb.
- Heliotropium anchusifolium var. lithospermifolium DC.
- Heliotropium bolivianum Rusby
- Heliotropium lithospermifolium Speg.[5]